# Lista de inscrições ao Oscar de melhor filme internacional em 2019
Esta é uma lista de pré-indicados ao Oscar de Melhor Filme Internacional para o Oscar 2019, 91ª edição da premiação. O prêmio é concedido anualmente pela Academia de Artes e Ciências Cinematográficas a um longa-metragem produzido fora dos Estados Unidos que contenha principalmente diálogos em outros idiomas que não o inglês.
Para concorrer na edição 2019 do Oscar, os filmes inscritos devem ter sido lançados nos cinemas em seus respectivos países entre 1º de outubro de 2017 e 30 de setembro de 2018.

## Filmes inscritos
| País                 | Título em inglês                                     | Título em português                                          | Original title                                           | Idiomas                                      | Direção                                 | Resultado      |
| -------------------- | ---------------------------------------------------- | ------------------------------------------------------------ | -------------------------------------------------------- | -------------------------------------------- | --------------------------------------- | -------------- |
| Afeganistão          | Rona, Azim's Mother                                  |                                                              | رونا مادر عظیم (Rona, Madar-e Azim)                      | Persa, Dari                                  | Jamshid Mahmoudi                        | Não indicado   |
| África do Sul        | Sew the Winter to My Skin                            |                                                              | Sew the Winter to My Skin                                | Africânder, Xossa, Inglês                    | Jahmil X.T. Qubeka                      | Não indicado   |
| Alemanha             | Never Look Away                                      | Nunca Deixe de Lembrar                                       | Werk ohne Autor                                          | Alemão                                       | Florian Henckel von Donnersmarck        | Indicado       |
| Argélia              | Until the End of Time                                |                                                              | إلى آخر الزمان (Akher Ezaman)                            | Árabe                                        | Yasmine Chouikh                         | Não indicado   |
| Argentina            | El Ángel                                             | O Anjo                                                       | El Ángel                                                 | Espanhol                                     | Luis Ortega                             | Não indicado   |
| Armênia              | Spitak                                               | O Terremoto de Spitak                                        | Սպիտակ                                                   | Armênio, Russo, Francês                      | Alexander Kott                          | Não indicado   |
| Austrália            | Jirga                                                |                                                              | Jirga                                                    | Pashto, Inglês                               | Benjamin Gilmour                        | Não indicado   |
| Áustria              | The Waldheim Waltz                                   | A Valsa de Waldheim                                          | Waldheims Walzer                                         | Alemão, Inglês, Francês                      | Ruth Beckermann                         | Não indicado   |
| Bangladesh           | No Bed of Roses                                      |                                                              | ডুব (Doob)                                                | Bengali, Inglês                              | Mostofa Sarwar Farooki                  | Não indicado   |
| Bélgica              | Girl                                                 |                                                              | Girl                                                     | Holandês, Francês                            | Lukas Dhont                             | Não indicado   |
| Bielorrússia         | Crystal Swan                                         | Crystal Swan                                                 | Хрусталь                                                 | Russo, Inglês                                | Darya Zhuk                              | Não indicado   |
| Bolívia              | The Goalkeeper                                       |                                                              | Muralla                                                  | Espanhol                                     | Rodrigo Patiño                          | Não indicado   |
| Bósnia e Herzegovina | Never Leave Me                                       |                                                              | Ne ostavljaj me                                          | Árabe, Turco                                 | Aida Begić                              | Não indicado   |
| Brasil               | The Great Mystical Circus                            | O Grande Circo Místico                                       | O Grande Circo Místico                                   | Português                                    | Cacá Diegues                            | Não indicado   |
| Bulgária             | Omnipresent                                          |                                                              | Вездесъщият (Vezdesŭshtiyat)                             | Búlgaro                                      | Ilian Djevelekov                        | Não indicado   |
| Camboja              | Graves Without a Name                                | Túmulos Sem Nome                                             | ផ្នូរគ្មានឈ្មោះ (Les tombeaux sans noms)                        | Francês, quemer                              | Rithy Panh                              | Não indicado   |
| Canadá               | Family First                                         |                                                              | Chien de garde                                           | Francês                                      | Sophie Dupuis                           | Não indicado   |
| Cazaquistão          | Ayka                                                 | Ayka                                                         | Айка                                                     | Russo                                        | Sergey Dvortsevoy                       | Pré-lista      |
| Chéquia              | Winter Flies                                         |                                                              | Všechno bude                                             | Tcheco                                       | Olmo Omerzu                             | Não indicado   |
| Chile                | And Suddenly the Dawn                                | E de Repente o Amanhecer                                     | Y de pronto el amanecer                                  | Espanhol                                     | Silvio Caiozzi                          | Não indicado   |
| China                | Hidden Man                                           | Missão no Mar Vermelho                                       | 邪不压正 (Xie Bu Ya Zheng)                               | Chinês                                       | Jiang Wen                               | Não indicado   |
| Colômbia             | Birds of Passage                                     | Pássaros de Verão                                            | Pájaros de verano                                        | Wayuu, Espanhol, Inglês, Wiwa                | Cristina Gallego and Ciro Guerra        | Pré-lista>     |
| Coreia do Sul        | Burning                                              | Em Chamas                                                    | 버닝 (Beoning)                                           | Coreano                                      | Lee Chang-dong                          | Pré-lista      |
| Costa Rica           | Medea                                                |                                                              | Medea                                                    | Espanhol                                     | Alexandra Latishev Salazar              | Não indicado   |
| Croácia              | The Eighth Commissioner                              |                                                              | Osmi povjerenik                                          | Croata                                       | Ivan Salaj                              | Não indicado   |
| Cuba                 | Sergio and Sergei                                    | Sergio & Sergei                                              | Sergio & Sergei                                          | Espanhol, Inglês, Russo                      | Ernesto Daranas                         | Não indicado   |
| Dinamarca            | The Guilty                                           | O Culpado                                                    | Den skyldige                                             | Dinamarquês                                  | Gustav Möller                           | Pré-lista      |
| Egito                | Yomeddine                                            | Yomeddine - Em Busca de um Lar                               | يوم الدين                                                | Árabe                                        | Abu Bakr Shawky                         | Não indicado   |
| Equador              | A Son of Man                                         |                                                              | A Son of Man                                             | Espanhol, Inglês, Alemão, Quechua            | Jamaicanoproblem and Pablo Agüero       | Não indicado   |
| Eslováquia           | The Interpreter                                      | O Intérprete                                                 | Tlmočník                                                 | Alemão, Eslovaco, Russo                      | Martin Šulík                            | Não indicado   |
| Eslovênia            | Ivan                                                 |                                                              | Ivan                                                     | Eslovêno, italiano                           | Janez Burger                            | Não indicado   |
| Espanha              | Champions                                            | Forjando Campeões                                            | Campeones                                                | Espanhol                                     | Javier Fesser                           | Não indicado   |
| Estónia              | Take It or Leave It                                  | A Escolha                                                    | Võta või jäta                                            | Estoniano                                    | Liina Triškina-Vanhatalo                | Não indicado   |
| Filipinas            | Signal Rock                                          |                                                              | Signal Rock                                              | Filipino                                     | Chito S. Roño                           | Não indicado   |
| Finlândia            | Euthanizer                                           | Eutanásia                                                    | Armomurhaaja                                             | Finlandês                                    | Teemu Nikki                             | Não indicado   |
| França               | Memoir of War                                        | Memórias da Dor                                              | La douleur                                               | Francês                                      | Emmanuel Finkiel                        | Não indicado   |
| Geórgia              | Namme                                                |                                                              | ნამე (Namme)                                             | Georgiano                                    | Zaza Khalvashi                          | Não indicado   |
| Grécia               | Polyxeni                                             |                                                              | Πολυξένη                                                 | Grego, Turco                                 | Dora Masklavanou                        | Não indicado   |
| Hong Kong            | Operation Red Sea                                    |                                                              | 红海行动                                                 | Chinês                                       | Dante Lam                               | Não indicado   |
| Hungria              | Sunset                                               | Entardecer                                                   | Napszállta                                               | Húngaro, Alemão                              | László Nemes                            | Não indicado   |
| Iêmen                | 10 Days Before the Wedding                           |                                                              | 10 أيام قبل الزفة                                        | Árabe                                        | Amr Gamal                               | Não indicado   |
| Índia                | Village Rockstars                                    |                                                              | Village Rockstars                                        | Assamês                                      | Rima Das                                | Não indicado   |
| Indonésia            | Marlina the Murderer in Four Acts                    | Marlina, Assassina em Quatro Atos                            | Marlina Si Pembunuh dalam Empat Babak                    | Indonésio                                    | Mouly Surya                             | Não indicado   |
| Irão                 | No Date, No Signature                                | Sem Data, Sem Assinatura                                     | بدون تاریخ، بدون امضا                                    | Persa                                        | Vahid Jalilvand                         | Não indicado   |
| Iraque               | The Journey                                          |                                                              | الرحلة                                                   | Árabe                                        | Mohamed Al-Daradji                      | Não indicado   |
| Islândia             | Woman at War                                         | Uma Mulher em Guerra                                         | Kona fer í stríð                                         | Islandês, Espanhol, Inglês, Ucraniano        | Benedikt Erlingsson                     | Não indicado   |
| Israel               | The Cakemaker                                        | O Confeiteiro                                                | האופה מברלין                                             | Inglês, Hebraico, Alemão                     | Ofir Raul Grazier                       | Não indicado   |
| Itália               | Dogman                                               | Dogman                                                       | Dogman                                                   | italiano                                     | Matteo Garrone                          | Não indicado   |
| Japão                | Shoplifters                                          | Assunto de Família                                           | 万引き家族 (Manbiki Kazoku)                              | Japonês                                      | Hirokazu Kore-eda                       | Indicado       |
| Kosovo               | The Marriage                                         | Romance a Três/Casamento                                     | Martesa                                                  | Albanês                                      | Blerta Zeqiri                           | Não indicado   |
| Letônia              | To Be Continued                                      |                                                              | Turpinājums                                              | Letão                                        | Ivars Seleckis                          | Não indicado   |
| Líbano               | Capernaum                                            | Cafarnaum                                                    | کفرناحوم (Capharnaüm)                                    | Árabe                                        | Nadine Labaki                           | Indicado       |
| Lituânia             | Wonderful Losers: A Different World                  | Maravilhosos perdedores: um mundo diferente                  | Nuostabieji Luzeriai. Kita planeta                       | Italiano, Inglês, Holandês                   | Arūnas Matelis                          | Não indicado   |
| Luxemburgo           | Gutland                                              |                                                              | Gutland                                                  | Luxemburguês, Alemão                         | Govinda Van Maele                       | Não indicado   |
| Macedónia do Norte   | Secret Ingredient                                    | O Ingrediente Secreto                                        | Исцелител (Iscelitel)                                    | Macedônio                                    | Gjorce Stavreski                        | Não indicado   |
| Malawi               | The Road to Sunrise                                  |                                                              | The Road to Sunrise                                      | Nianja, Inglês                               | Shemu Joyah                             | Não indicado   |
| Marrocos             | Burnout                                              |                                                              | بورن أوت                                                 | Árabe, Francês                               | Nour-Eddine Lakhmari                    | Não indicado   |
| México               | Roma                                                 | Roma                                                         | Roma                                                     | Espanhol, Mixteca                            | Alfonso Cuarón                          | Ganhou o Oscar |
| Montenegro           | Iskra                                                |                                                              | Iskra                                                    | Sérvio                                       | Gojko Berkuljan                         | Não indicado   |
| Nepal                | Panchayat                                            |                                                              | पंचायत                                                     | Nepali                                       | Shivam Adhikari                         | Não indicado   |
| Níger                | The Wedding Ring                                     | A Aliança                                                    | Zin'naariya!                                             | Zarma, Hauçá, Fula                           | Rahmatou Keïta                          | Não indicado   |
| Noruega              | What Will People Say                                 | O Que As Pessoas Vão Dizer                                   | Hva vil folk si                                          | Norueguês, Urdu                              | Iram Haq                                | Não indicado   |
| Nova Zelândia        | Yellow Is Forbidden                                  |                                                              | Yellow is Forbidden                                      | Chinese                                      | Pietra Brettkelly                       | Não indicado   |
| Países Baixos        | The Resistance Banker                                | O Banqueiro da Resistência                                   | Bankier van het Verzet                                   | Holandês                                     | Joram Lürsen                            | Não indicado   |
| Palestina            | Ghost Hunting                                        | Caçando Fantasmas                                            | إصطياد اشباح (Istiyad ashbah)                            | Árabe, Inglês                                | Raed Andoni                             | Não indicado   |
| Panamá               | Ruben Blades Is Not My Name                          | Eu Não Me Chamo Rubén Blades                                 | Yo No Me Llamo Rubén Blades                              | Espanhol, Inglês                             | Abner Benaim                            | Não indicado   |
| Paquistão            | Cake                                                 |                                                              | کیک                                                      | Urdu                                         | Asim Abbasi                             | Não indicado   |
| Paraguai             | The Heiresses                                        | As Herdeiras                                                 | Las herederas                                            | Espanhol                                     | Marcelo Martinessi                      | Não indicado   |
| Peru                 | Eternity                                             |                                                              | Wiñaypacha                                               | Aimará                                       | Oscar Catacora                          | Não indicado   |
| Polónia              | Cold War                                             | Guerra Fria                                                  | Zimna wojna                                              | Polonês                                      | Paweł Pawlikowski                       | Indicado       |
| Portugal             | Pilgrimage                                           | A Peregrinação                                               | Peregrinação                                             | Português, Japonês, Chinês, Latim, Indonésio | João Botelho                            | Não indicado   |
| Quênia               | Supa Modo                                            |                                                              | Supa Modo                                                | Suaíli                                       | Likarion Wainaina                       | Não indicado   |
| Quirguistão          | Night Accident                                       |                                                              | Ночная авария (Tunku Kyrsyk)                             | Quirguiz                                     | Temirbek Birnazarov                     | Não indicado   |
| Reino Unido          | I Am Not a Witch                                     | Eu Não Sou uma Bruxa                                         | I Am Not a Witch                                         | Inglês, Bemba                                | Rungano Nyoni                           | Não indicado   |
| República Dominicana | Cocote                                               |                                                              | Cocote                                                   | Espanhol                                     | Nelson Carlo de Los Santos Arias        | Não indicado   |
| Roménia              | I Do Not Care If We Go Down in History as Barbarians | Eu Não Me Importo Se Entrarmos Para a História Como Bárbaros | Îmi este indiferent dacă în istorie vom intra ca barbari | Romeno                                       | Radu Jude                               | Não indicado   |
| Rússia               | Sobibor                                              | Sobibor                                                      | Собибор                                                  | Russo, Alemão, Polonês, Língua iídiche       | Konstantin Khabensky                    | Não indicado   |
| Sérvia               | Offenders                                            |                                                              | Izgrednici                                               | Sérvio                                       | Dejan Zečević                           | Não indicado   |
| Singapura            | Buffalo Boys                                         | Buffalo Boys                                                 | Buffalo Boys                                             | Indonésio, Inglês                            | Mike Wiluan                             | Não indicado   |
| Suécia               | Border                                               |                                                              | Gräns                                                    | Sueco                                        | Ali Abbasi                              | Não indicado   |
| Suíça                | Eldorado                                             |                                                              | Eldorado                                                 | Alemão                                       | Markus Imhoof                           | Não indicado   |
| Tailândia            | Malila: The Farewell Flower                          | Malila: A Flor do Adeus                                      | มะลิลา (Malila)                                           | Tailandês                                    | Anucha Boonyawatana                     | Não indicado   |
| Taiwan               | The Great Buddha+                                    |                                                              | 大佛普拉斯 (Dà fó pǔ lā sī)                              | Taiuanês, Chinês, Inglês                     | Huang Hsin-yao                          | Não indicado   |
| Tunísia              | Beauty and the Dogs                                  | A Bela e os Cães                                             | على كف عفريت (ʿAlā kaff ʿifrīt)                          | Árabe                                        | Kaouther Ben Hania                      | Não indicado   |
| Turquia              | The Wild Pear Tree                                   | A Árvore dos Frutos Selvagens                                | Ahlat Ağacı                                              | Turco                                        | Nuri Bilge Ceylan                       | Não indicado   |
| Ucrânia              | Donbass                                              |                                                              | Донбас                                                   | Russo, Ucraniano                             | Sergei Loznitsa                         | Não indicado   |
| Uruguai              | Twelve-Year Night                                    | A Noite de 12 Anos                                           | La noche de 12 años                                      | Espanhol                                     | Álvaro Brechner                         | Não indicado   |
| Venezuela            | The Family                                           | A Família                                                    | La familia                                               | Espanhol                                     | Gustavo Rondón Córdova                  | Não indicado   |
| Vietname             | The Tailor                                           |                                                              | Cô Ba Sài Gòn                                            | Vietnamita                                   | Trần Bửu Lộc and Nguyễn Lê Phương Khanh | Não indicado   |